# Gurkha

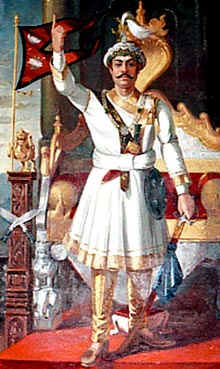
Một chiến binh Gurkha

Gurkha hay còn gọi là Gorkha (tiếng Nepal: गोर्खा; tiếng Trung Quốc: 廓尔喀, phiên âm: Khuếch Nhĩ Khách) là thuật ngữ để chỉ về những binh sĩ đến từ Nepal thuộc Vương quốc Nepal. Gurkha là một cộng đồng người thiểu số ở Nepal. Dân tộc này nổi tiếng với khả năng chiến đấu và tính kỷ luật. Những người lính Gurkha được đánh giá là một trong những chiến binh thiện chiến hàng đầu thế giới. Các chiến binh Gurkha vốn nổi tiếng vì sự can đảm khác thường trong chiến trận và họ đã có sự gắn bó rất lâu với quân đội Anh.
Nhiều chiến binh Gurkha có thể một mình chống lại hàng chục người khác. Khoảng 200.000 người lính Gurkha đã chiến đấu vì nước Anh trong Thế chiến thứ nhất và Thế chiến thứ 2. Khoảng 45.000 người trong số đó đã tử trận khi mặc quân phục Anh. Trong chiến trận, lính Gurkha nổi tiếng vì sự dữ dằn và can đảm trong chiến đấu. Có giai thoại nói rằng, kẻ thù chỉ cần nhìn thấy lưỡi dao Kukri nổi tiếng của người Gurkha là đã sợ mất vía, quăng súng bỏ chạy. Sư đoàn Gurkha là đơn vị tinh nhuệ nhất của quân đội Anh khi có tới 26 huy chương Victoria, thành tích mà không đơn vị nào sánh được. Khẩu hiệu hoạt động của họ là "thà chết còn hơn trở thành kẻ hèn nhát".